# Škoda Spaceback
El Škoda Spaceback es un hatchback compacto del Segmento C que cubría el hueco entre el Škoda Fabia y el Škoda Octavia. También, pertenece a la base del Škoda Rapid, pero con algunos cambios. Su sucesor es el Škoda Scala.

## Primera generación (2013 - 2019)
La primera generación del Škoda Spaceback nace en 2013, con la demanda de numerosas personas de adquirir un compacto de Škoda que pertenezca al popular Segmento C. Antes de ello, las personas que no querían sólo un utilitario, debían pasarse al Škoda Octavia, con unas dimensiones casi de un segmento superior al que pertenece; o al Škoda Rapid, que aunque sea más pequeño que el Octavia, no es un hatchback, es un liftback, que es todavía más grande (al menos con un maletero grande). 
Por ello, Škoda decide crear el compacto que faltaba en su gama, con el objetivo de tener muchas ventas. 
El Škoda Spaceback se destina a competir con los compactos generalistas del Segmento C. Este modelo era el único que le faltaba a Škoda para convertirse en una marca generalista convencional. 

## Discontinuación
En España, este modelo se dejó de vender en 2019 para ser sucedido por el modelo Škoda Scala, del mismo segmento.
- Datos: Q23661383
- Multimedia: Škoda Rapid Spaceback / Q23661383